# Skryje (okres Rakovník)
Skryje (Duits: Skrei of Skrey) is een Tsjechische gemeente in de regio Midden-Bohemen en maakt deel uit van het district Rakovník. Het dorp ligt op 16 km van de stad Rakovník.
Skryje telt 148 inwoners.

## Geschiedenis
De eerste schriftelijke vermelding van het dorp (Scringe) dateert van 1229.
Sinds 2003 is Skryje een zelfstandige gemeente binnen het Rakovníkdistrict.

## Bezienswaardigheden

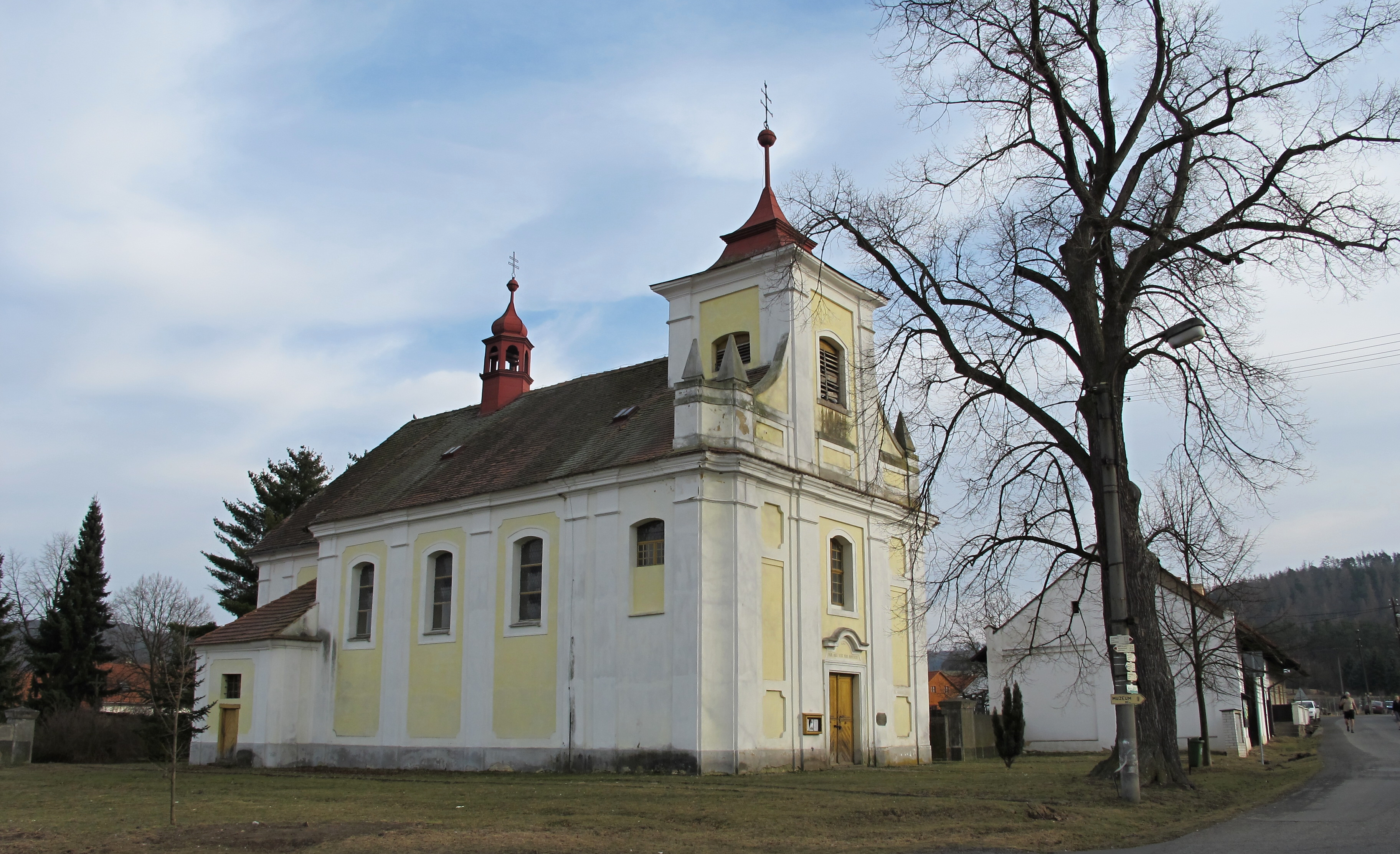
Kerk van Sint-Michaël de Aartsengel

- Kerk van Sint-Michaël de Aartsengel;
- Týřov-natuurreservaat aan de oostkant van het dorp, met daarin de ruïne van het gelijknamige kasteel;
- Steengroeve en museum met prehistorische vondsten van Joachim Barrande en andere lokale historische objecten.

## Verkeer en vervoer

### Spoorlijnen
Er is geen station in (de buurt van) Skryje.

### Buslijnen
Er halteren drie buslijnen in het dorp:
- Lijn 574 Skryje - Křivoklát (1 keer per werkdag en 2 keer in het weekend gedurende de zomermaanden)
- Lijn 576 Rakovník - Slabce - Skryje (6 keer per werkdagen, 4 keer per weekend)
- Lijn 638 Skryje - Beroun (3 keer per werkdag, 4 keer per weekend)

Lijn 574 en 576 worden gereden door Transdev Střední Čechy; lijn 638 door Arriva Střední Čechy.

## Geboren
- Josef Opatrný (* 1945), Tsjechisch historicus

## Galerij

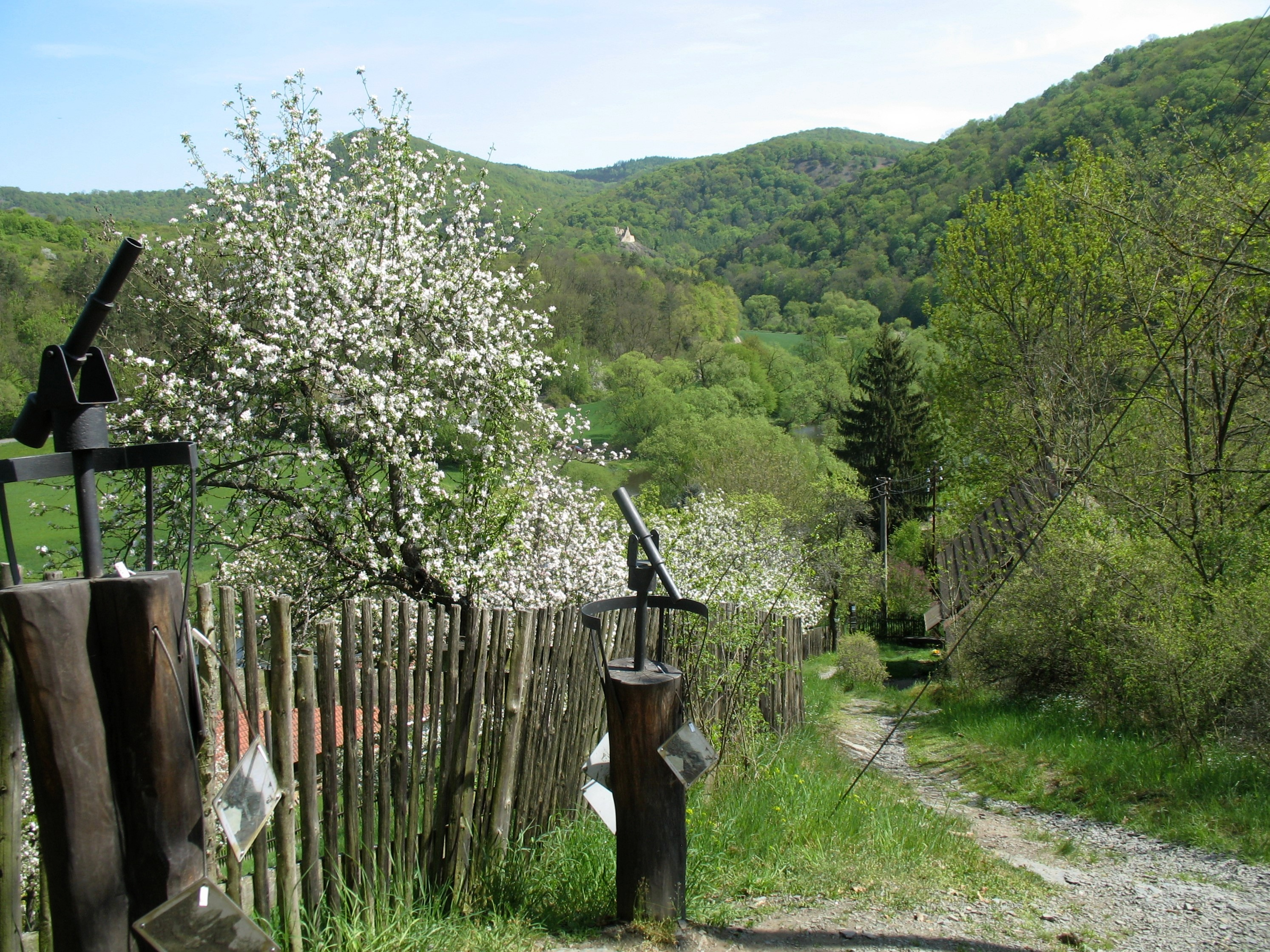
Uitzicht op Týřov vanaf het natuurpad bij Luh
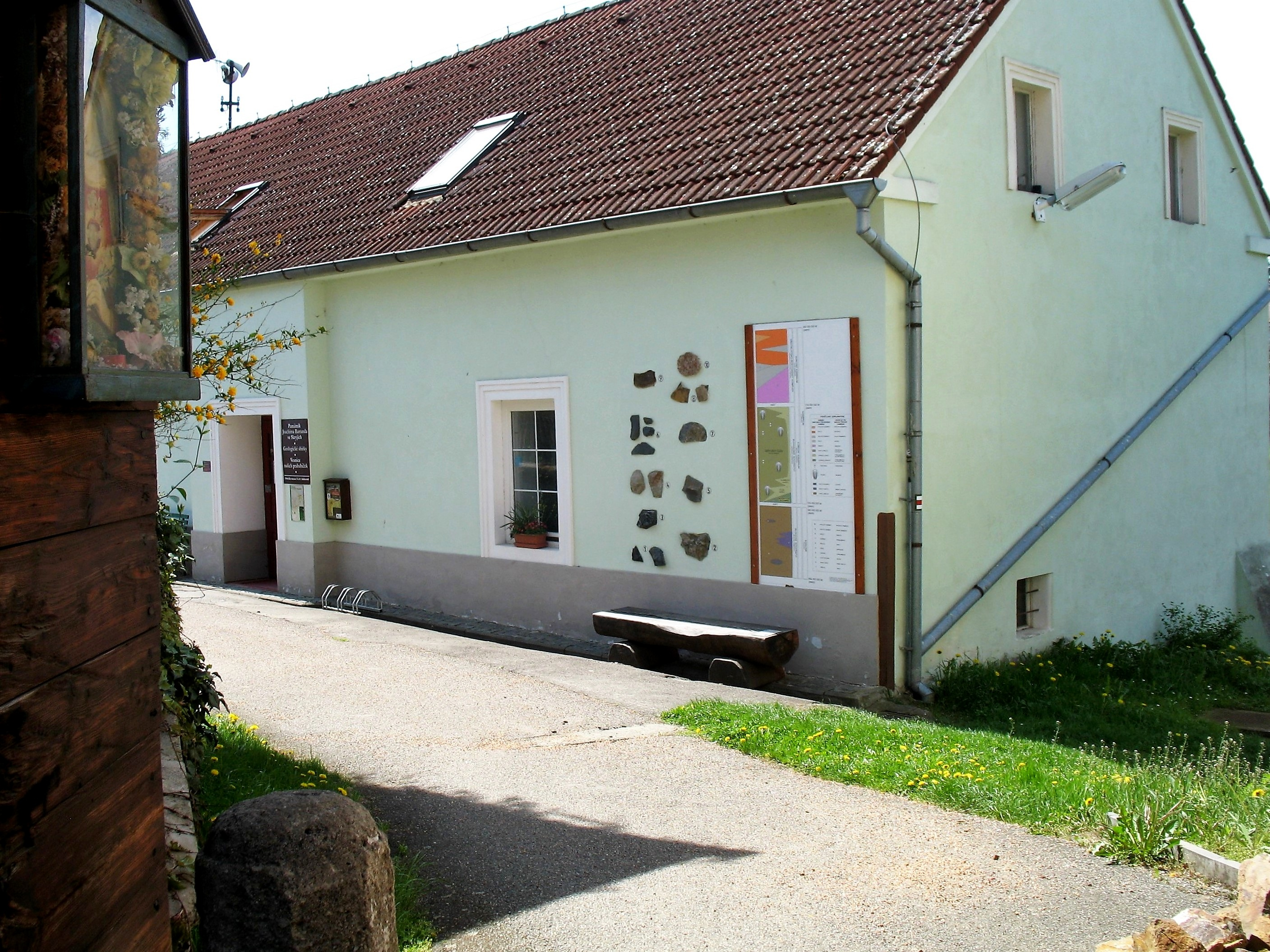
Historisch museum
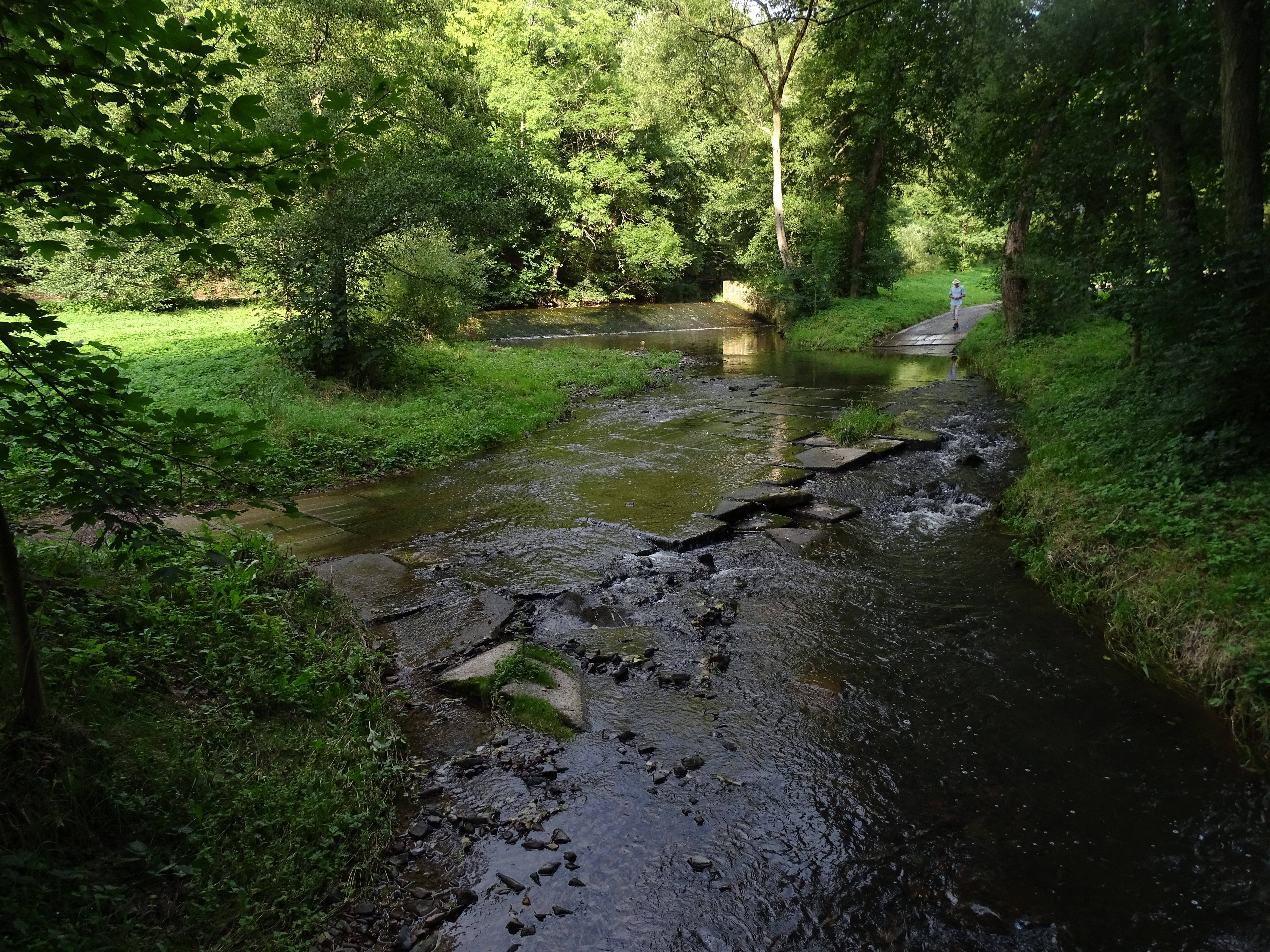
Beekje bij de molen
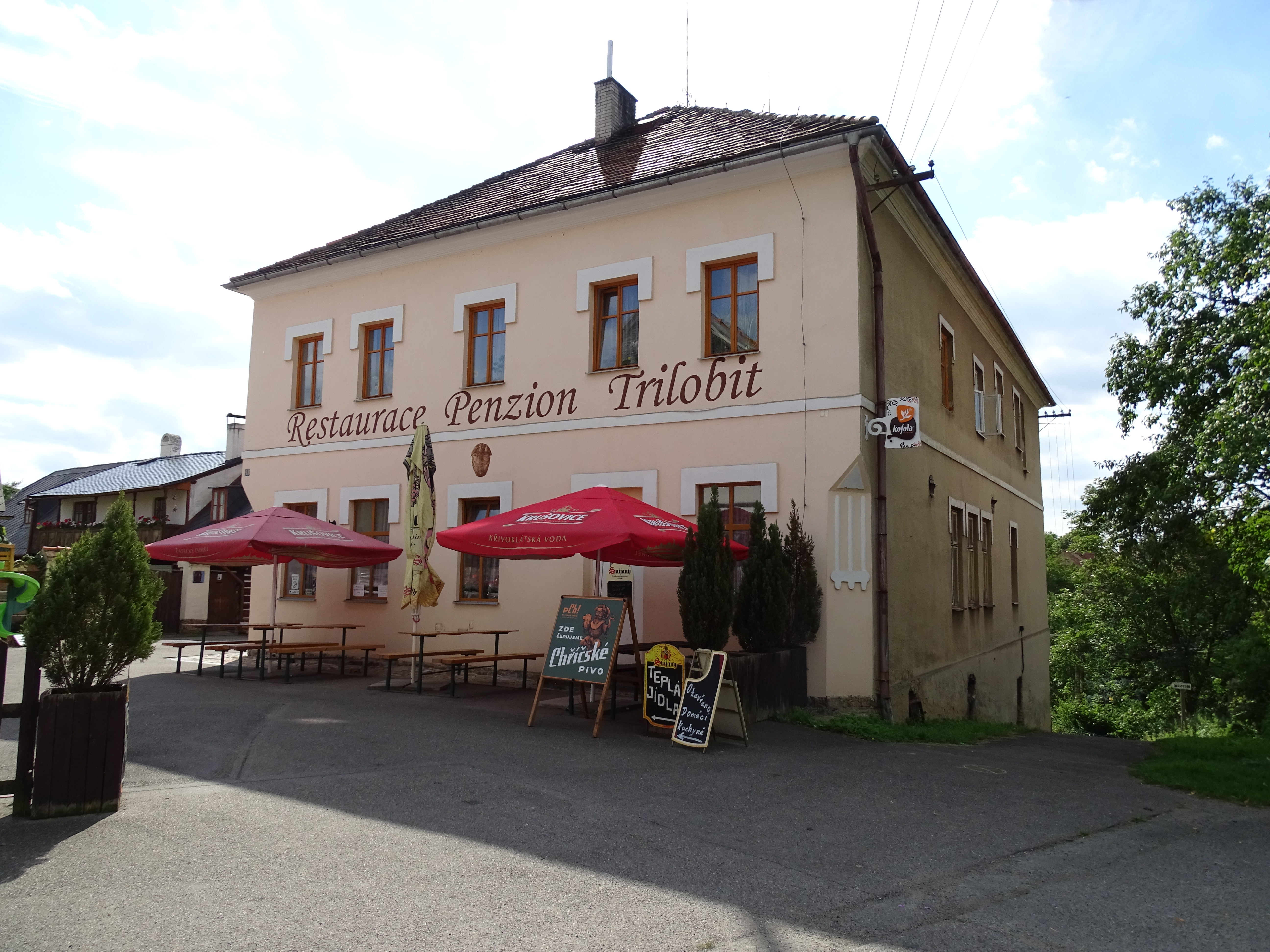
Restaurant Trilobit
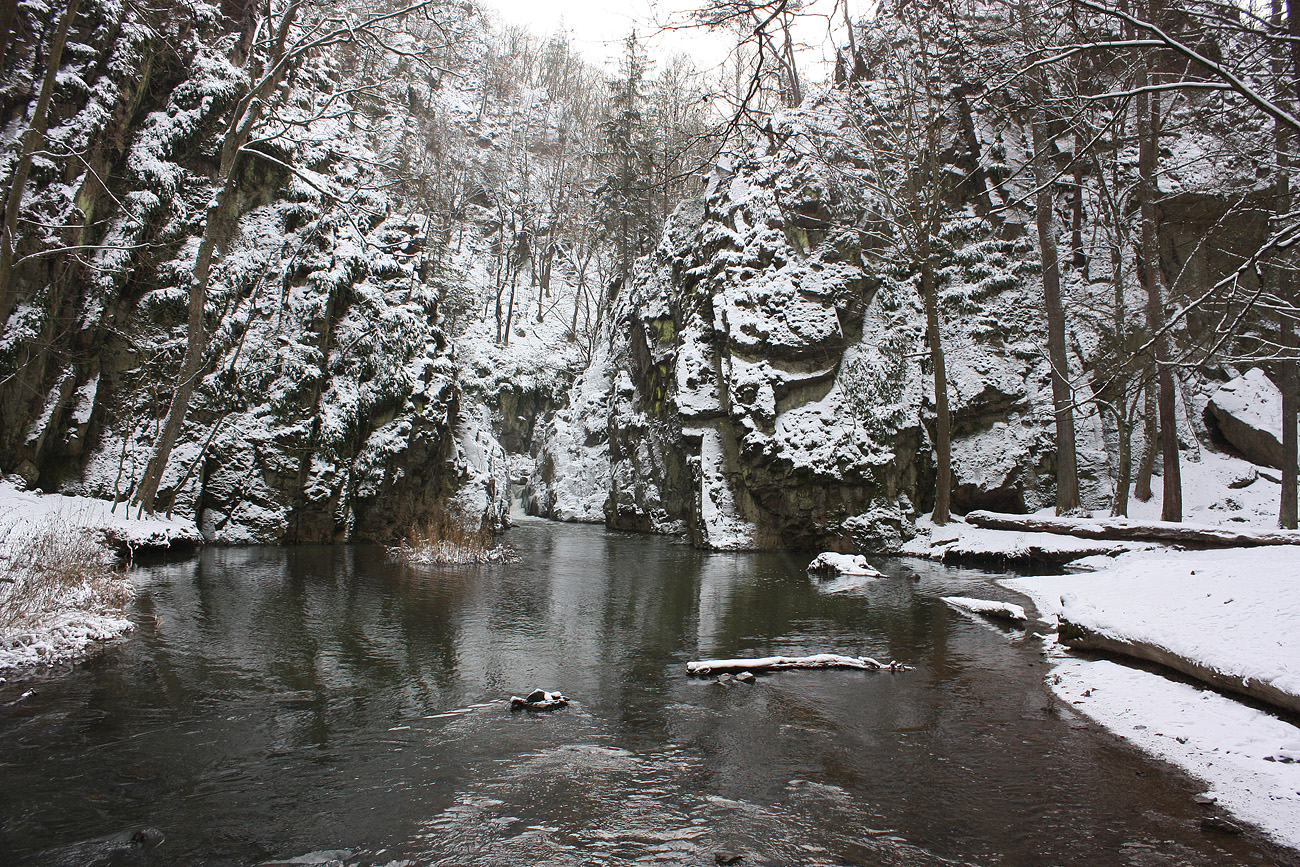
Skryjská jezírka-natuurreservaat
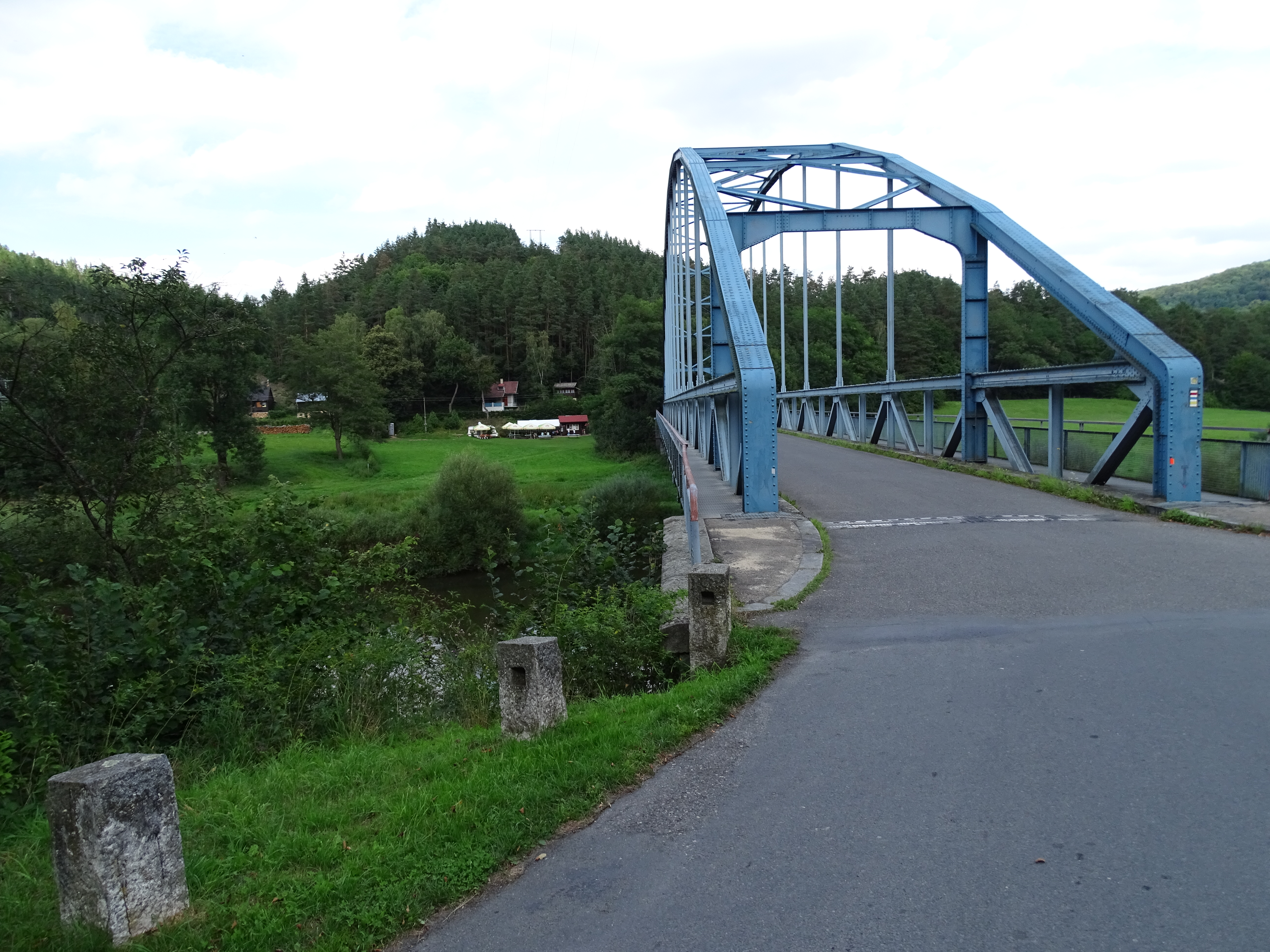
Brug over de Berounka